# Perseus (Spion)

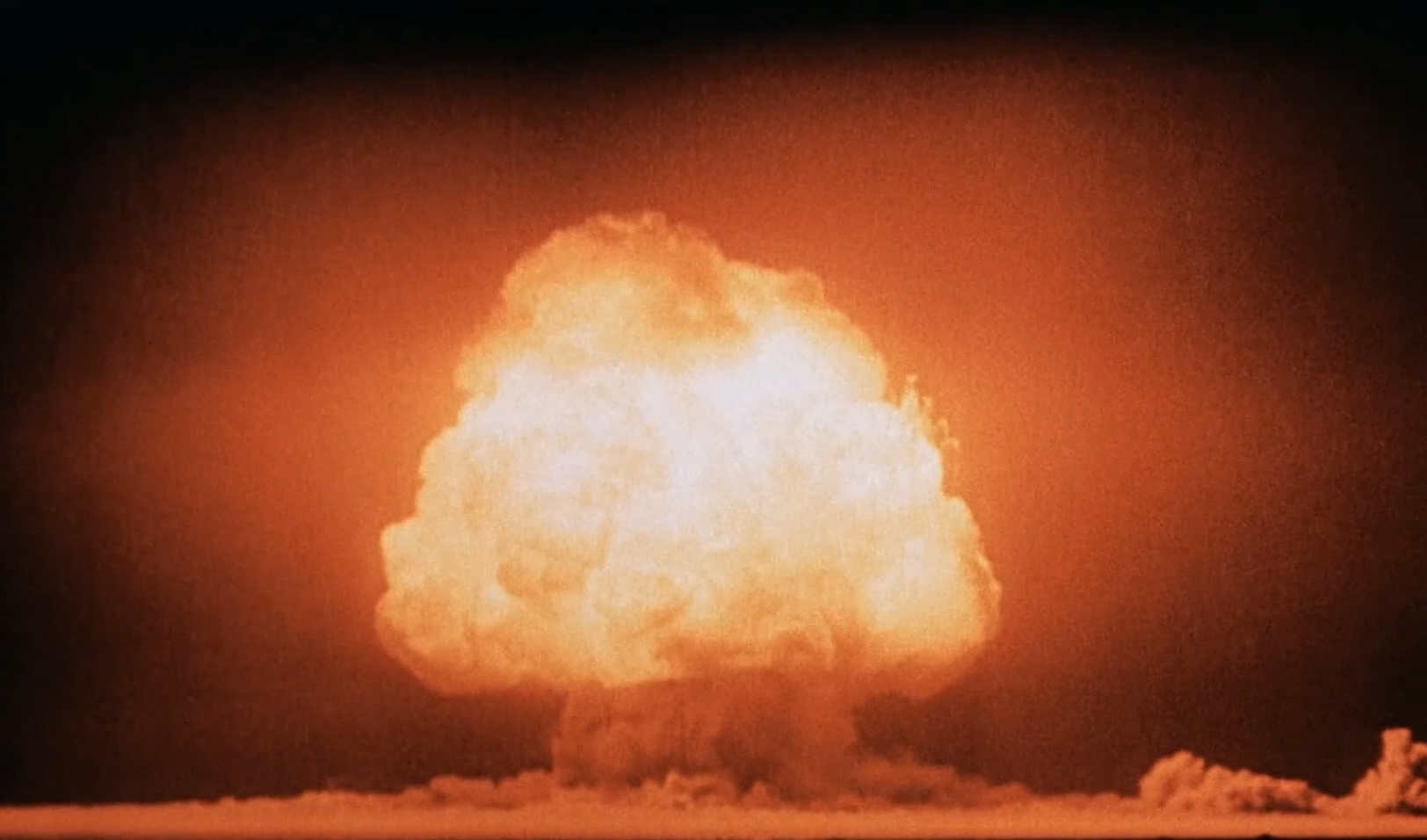
Explosion des Trinity-Atomtests

Perseus war der Codename eines wahrscheinlich hypothetischen sowjetischen Atomspions. Falls er real war, hätte er die nationale Sicherheit der Vereinigten Staaten durch Infiltration des Los Alamos National Laboratory während der Entwicklung des Manhattan-Projekts verletzt und wäre folglich für die Sowjets von entscheidender Bedeutung für die Entwicklung von Atomwaffen gewesen.
Unter Forschern des Themas besteht ein gewisser Konsens darüber, dass Perseus nie existiert hat und tatsächlich eine Schöpfung des sowjetischen Geheimdienstes war. Ganz geklärt wurde die Existenz von Perseus jedoch nie.

## Bibliographie
- The Perseus Myth. In: Joseph Albright, Marcia Kunstel: Bombshell: The Secret Story of America's Unknown Atomic Spy Conspiracy. Times Books, 1997, ISBN 978-0812928617 (Digitalisat)
- Robert L. Benson: The Venona Story. Center for Cryptologic History, National Security Agency, Fort George G. Meade, Maryland 1997 (Online als PDF)
- Michael Goodman: Who Is Trying to Keep What Secret From Whom and Why? MI5-FBI Relations and the Klaus Fuchs Case. In: Journal of Cold War Studies, Juli 2005, Band 7, Nr. 3, S. 124–146
- Vincent C. Jones: Manhattan: The Army and the Atomic Bomb. United States Army Center of Military History, Washington, D.C. 1985 (Digitalisat)
- Haynes Klehr, John Earl Harvey: On the Trail of a Fourth Soviet Spy at Los Alamos. In: Studies in Intelligence. Band 63, 2020, Nr. 3, S. 1–14 (Online als PDF)
- Richard Rhodes: Dark Sun: The Making of the Hydrogen Bomb. Simon & Schuster, New York City 1995, ISBN 978-0-684-80400-2, (Digitalisat)
- Linda Rothstein: Nuclear Secrets: The Perseus Papers. Bulletin of the Atomic Scientists, Band 5, Nr. 4, S. 17–19 (Online als PDF)
- Roald Sagdeev: Russian scientist save American secrets. Bulletin of the Atomic Scientists, 1993, Band 49, Nr. 4, S. 32–36